# 2008年香港賀歲煙花匯演
2008年香港賀歲煙花匯演是香港特別行政區政府為慶祝2008年農曆新年的來臨而所舉辦的一個賀歲節目，於2008年2月8日在維多利亞港舉行。

## 背景資料
一如往年，本年的賀歲煙花匯演在農曆年初二（2008年2月8日）晚上在維多利亞港舉行，康樂及文化事務署於2007年9月17日發出新聞稿邀請贊助者參與，並於12月公佈由駿豪集團旗下觀瀾湖高爾夫球會及新昌營造聯合贊助。

## 煙花匯演
煙花匯演共分成10幕，10幕煙花分別命名為：
| 幕次                                                                     | 時間              | 內容介紹 |
| 第1幕：財神到 配樂：財神到 原唱：許冠傑                                  | 20:00:00-20:02:30 | 在一片喜慶聲中，「引光菊花」、「炸裂拉手」等絢麗的煙花在維多利亞港上空綻放，為賀歲煙花匯演展開序幕，迎來戊子金鼠年。在家傳戶曉名曲《財神到》配合下，高空將出現「金元寶」，猶如迎來財神大灑金錢，把好運帶到千家萬戶，全港市民喜迎財神到。                                      |
| 第2幕：花開富貴 配樂：孖寶668 原唱：Twins                                | 20:02:37-20:05:31 | 花開富貴寓意好運吉祥。「大麗花」、「彩色牡丹」及「紫色花雨」在天空綻放，七彩繽紛的花卉圖案此起彼落，爭艷鬥麗，美不勝收。象徵著香港戊子年百花齊放，生機勃勃新景象。 |
| 第3幕：恭喜發財 配樂：恭喜發財 原唱：劉德華                              | 20:05:35-20:07:28 | 恭喜發財「發、發、發」。大年初二夜空，煙花匯演上空打出「8、8、8」字形煙花，令人心花怒放。「金色旋環」及「彩色牡丹」的圖案，更令人歡欣雀躍。中港兩地人民心連心，努力建設現代化中國，大家都發財。                                                                               |
| 第4幕：春回大地 配樂：春天小夜曲                                         | 20:07:34-20:09:22 | 春天小夜曲，溫婉柔美，帶出一片明媚的歡欣。「彩色閃爍」在夜空中劃過，喚醒沉睡的大自然。首創的「銀風鈴」煙花在春風中輕奏，展示萬物沐浴在春回大地的滋潤中。 |
| 第5幕：奧運北京 配樂：奧運北京 原唱：群星                                | 20:09:29-20:11:44 | 北京奧運進入倒數階段，各式「環狀」的煙花此起彼落。在天空中首度打出「北京」和「2008」特別造型煙花，奧運北京歡迎你，歡迎各方運動員及賓客的光臨。「橙色燭光」煙花在低空中發放，象徵著奧運聖火已經為這四年一度的大日子在心中燃燒。                                                |
| 第6幕：我們準備好了 配樂：We Are Ready 原唱：群星 （是次選用普通話版本） | 20:11:49-20:14:39 | 各式「環狀」的煙花繼續發放，欲罷不能。大型的「錦冠煙花」，「閃爍環」及「彩芯帶皇冠」已因為《We Are Ready》大聲呼喚著，中港人民心連心，載歌載舞，迎接奧運的到來。 |
| 第7幕：馬到成功 配樂：William Tell Overture （威廉泰爾序曲）             | 20:14:45-20:16:46 | 香港榮幸能成為奧運的其中一個主辦城市，奧運馬術比賽在香港舉辦。奧運馬術比賽確立了場地障礙賽、盛裝舞步賽及三項賽三個項目；天空中打出的「馬尾」煙花猶如馬匹躍動時搖擺的尾巴；「鈦雷」煙花亦配合著，就像躍馬奔騰的聲響，令觀眾如置身其中，躍躍欲試。                              |
| 第8幕：舞動全城 配樂：橄欖的項鍊                                         | 20:16:53-20:18:26 | 動感之都的香港，配合奧運馬術賽事的舉行，全城人民用各種形式舉辦慶祝活動，體育舞蹈最受歡迎，舞動全城更顯動感之都魅力。「椰樹游星」煙花就像急速發展的經濟，充滿活力。「七彩暗彩環」煙花則表現著生活的無常，警惕自己要像天空中打出的「鐵樹」一樣堅定，堅持香港人及奧運體育的精神! |
| 第9幕：好日子 配樂：好日子                                               | 20:18:31-20:20:07 | 新春是中國人民傳統大節日，好日子。在天空中發出「七色光芒」及「彩色子母彈」。歡樂像「三段瀑布」及「千個錦冠變小雨」傾瀉，把快樂灑到每一個人的臉上。和諧社會，煙花匯演，正合一家團圓，分享好日子的歡樂。                                                                        |
| 第10幕：歌唱祖國 配樂：歌唱祖國                                          | 20:20:12-20:23:25 | 在高空中出現「紅色五角星」，伴著雄壯的《歌唱祖國》歌曲，使人們歡喜若狂，鼓掌喝采，衷心地向偉大的祖國（中國）敬禮。人民齊齊大合唱，為偉大的祖國取得輝煌成就而高歌，並為美好的明天而歌唱。                                                                                      |

煙花匯演贊助機構為隆重其事，特別於煙花匯演舉行當晚，於香港會議展覽中心新翼大會堂舉行亮燈儀式，並邀得行政長官曾蔭權伉儷、中聯辦副主任鄭坤生、外交部駐港特派員呂新華、民政事務局常任秘書長尤曾家麗及全國政協委員朱蓮芬共同為新春煙花匯演主持。駿豪集團主席朱樹豪表示，在全球華人拜年的喜慶日子，集團對贊助煙花匯演感到非常榮幸，並相信當晚的維港是全世界最美麗的港灣，目前香港與倫敦、紐約並稱全球3大金融都市，盡顯香港魅力，令港人倍感驕傲。展望2008年，北京將迎來08奧運，香港將舉辦奧運馬術比賽，東方之珠將更加光彩，並值此盛事，祝福祖國更加富強昌盛、香港更加和諧及北京奧運圓滿成功。

## 正式對外宣佈
2008年1月29日下午，贊助商聯同煙花匯演製作公司及民政事務局代表，假尖沙咀香港文化中心召開記者招待會，以介紹當晚煙花匯演的特色。是次煙花匯演一如以往，於農曆年初二（2008年2月8日，星期二）香港時間晚上8時，於維多利亞港上空舉行。贊助者將是次的煙花匯演命名為「京港同心2008春節維港煙花匯演」。煙花匯演耗資700萬港元，並分成10幕，由4艘躉船發放逾40,000枚煙花彈，歷時23分鐘25秒。
本年度的賀歲煙花匯演，將以4幕傳統賀年煙花作開端，強調新春賀歲的喜氣洋洋，並以多首歌曲作各幕的主題。第1幕煙花將在市民耳熟能詳的賀歲歌曲《財神到》的伴奏下展開序幕，財神將在在天上大灑象徵富貴的「金元寶」，喻意財神降臨，向市民大灑金錢。而第2幕煙花《花開富貴》，大會將發放七彩花卉圖案煙花，則象徵香港戊子年百花齊放，生機勃勃。而一個接一個在空中出現的「8」字好兆頭圖案，將在第3幕煙花《恭喜發財》中出現，象徵中國日益富強，人民生活富足，「一國兩制」成功落實，中港兩地欣然面對無限的發展機遇。另外，首創的「銀風鈴」煙花將在第4幕中，從300米高空緩緩灑下，營造長達20秒的「飄雪」效果，寓意春回大地。煙花匯演技術總監毛偉誠形容，「春回大地」這幕煙花甚具創意。
為配合「京港同心迎奧運」的主題，煙花匯演的第5-7幕均加入「奧運」元素，並成為是次匯演的最大特色。繼特區成立十周年煙花匯演發放出「中國人」三字後，是次煙花將再推出中文字。在第5幕的煙花中，首度在香港打出「北京」字樣煙花，與「2008」字樣煙花相輝映，並在各式「環狀」煙花及歌曲《奧運北京》的襯托下此起彼落。毛偉誠表示，做漢字煙花圖案要比英文字更有難度，故在選字時須精心斟酌，「北京」兩字屬對稱，翻來倒去看也一樣，故無論觀眾是站在九龍尖沙咀還是在香港島的灣仔，他們所看到的「北京」也是一樣大小，「2008」字形亦是同樣原理，但毛偉誠又指，倘煙花發放時颳大風， 「北京」兩字可能會倒轉。
大型「閃爍環」和「彩芯帶皇冠」煙花則在第6幕背景音樂《We are ready》的襯托下湧現，配合象徵奧運聖火的「橙色燭光」低空煙花，表達出中港兩地人民在同一天空下滿懷豪情，同心喜迎奧運。至於第7幕《躍馬奔騰》則與香港舉辦的馬術項目有關，天空中的銀色「馬尾」圖案煙花，猶如馬匹躍動時搖擺的尾巴，配合著響如馬蹄聲的「鈦雷」煙花及歌曲《馬到功成》的襯托下，讓人聯想起馬術比賽時的情景，並預祝香港協辦奧運馬術項目能順利完成。至於最後3幕則以展現中港兩地的繁榮昌盛作主題，第8幕的煙花將選用懷舊拉丁舞曲作背景音樂，而第10幕的壓軸則以八種顏色的大型煙花，伴隨雄壯的歌曲，預祝中國可以完成民富國強的盛世夢。
整體而言，全晚共10幕的精彩煙花匯演，在精心編排的音樂伴奏下將各具特色。毛偉誠表示，是次燃放煙花的躉船由3艘增至4艘，煙花匯演上演之時，4艘躉船將一字排開，每艘船距離約175米，並營造出高300米、闊1,000米的「屏幕」。故市民即使在北角或紅磡等距離躉船較遠的地方，仍可觀看煙花匯演。此外，由於兩家電視台屆時會以高清製作及作現場直播，故匯演更首次加入傳統煙花少見的螢光鮮艷顏色，包括檸檬黃、螢光紫、螢光粉紅、螢光橙等，相信家庭觀眾亦能感受煙花匯演的質感及層次感。然而，為使煙花更為震撼及加強視覺效果，故是次煙花匯演須動用六噸火藥逾40,000發煙花，較2006年國慶煙花匯演時多出25%，並要花3個月才能完成，規模及成本均為是歷年之冠。被問及天氣情況時，毛偉誠指憑著過去的經驗，年初二多吹東風，有助吹走霧氣，發放煙花最好不過。他亦對當日的天氣甚具信心，估計當晚將有逾40萬名市民在維港兩岸觀賞煙花。另毛偉誠在接受報章專訪時透露，是次匯演所用的煙花原定由湖南經廣東來港，惟受到中國內地雪災影響，須嘗試取道江西迂迴赴港，故到港日期因此延誤3天，到匯演前約一周才到港，並令匯演的預備時間更緊迫，但不會影響匯演舉行。
駿豪集團及觀瀾湖高爾夫球會繼1999年賀歲煙花匯演及2006年國慶煙花匯演後，第三度贊助節日煙花匯演，並主動提出最大筆的贊助金額達700萬港元，較2006年國慶煙花匯演多出300萬港元。集團副主席朱鼎健指是由於機會非常難逢，「2008年是中國人感到光榮的一年，也是香港人值得驕傲的一年。今年的賀歲煙花匯演，特別要突出兩地共迎奧運的熱切期待之情，希望全世界人士也都能感受到。」又指「是次煙花匯演是奧運前唯一一次在維港放煙花，故一定要做得好好睇睇，並要比往日更加燦爛。」而大會顧問朱蓮芬則表示，每次放煙火均會吸引30至40萬人參與，由於今年煙火面積較往年有所擴大，故港九多處地方都能欣賞煙火，加上各地區天氣寒冷，故相信農曆新年期間，會有更多人願意逗留香港看煙花，相信屆時最多會有50萬人在海港兩旁欣賞。而大會將會於香港文化中心、星光大道及灣仔金紫荊廣場架設大型音響設施，實時播放煙花匯演的背景音樂。另贊助機構亦舉辦煙花匯演攝影比賽，以增加對煙花匯演的關注。
隨著香港實施數碼地面電視廣播，無線電視及亞洲電視兩家地面免費電視台亦會首次以高清技術拍攝及現場直播煙花匯演。亞洲電視高級副總裁鄺凱迎相信，螢光煙花在高清電視畫面上的顏色、質感及層次感均更豐富，市民不用出門亦可以感受到現場清晰的氣氛，相信高清電視會使更多人選擇在家收看現場直播。亞視將於當晚在會展中心、文化中心及洲際酒店三點進行拍攝及作高清轉播，預計以高清直播節目的成本將較以往增加逾10%。而毛偉誠則相信，高清電視更能帶出煙花匯演特別的味道。

## 後期籌備工作
香港警務處在2月5日估計，煙花匯演舉行當晚將約有40萬人到海港兩岸欣賞煙花，較2007年賀歲煙花匯演時多。為此，香港政府多個政府部門在煙花匯演進行前，採取了多項陸上及海上交通等管制措施，以應付前往觀看煙花的人潮。
在海上交通方面，海事處於煙花匯演舉行當日，將海運大廈西南端至中區政府碼頭以及港鐵紅磡貨運碼頭至奇力島香港遊艇會防波堤之間的維多利亞港中部水域列作限制區，並於當晚19:00至21:00期間禁止船隻行走，而天星小輪各航線、新世界第一渡輪及港九小輪之多條航線亦會於海港封閉期間暫停行走。另提供海上離岸觀賞煙花匯演之船隻須於匯演進行期間停於限制區以東的水域，而觀光遊覽船如在晚上9時海港解封後，於中環九號碼頭、九龍公眾碼頭及觀塘公眾碼頭卸客，則須於指定等候區內等候，並須從東面進入等候區，及於卸客後從西面離開。
而陸上交通方面，警方將於煙花匯演舉行當日下午5時起，陸續封閉尖沙咀區內多條街道。而香港島干諾道中、夏慤道、告士打道及灣仔軒尼詩道以北的大部分街道則於晚上6時30分起封閉，而山頂區及由維園道至民康街之東區走廊西行線亦會採取交通管制措施。在封路及交通管制措施實行期間，所有設於受影響範圍的路旁泊車位將被取消，而在封路範圍內的停車場通道及酒店行車通道將於封路期間不准車輛進出。
而交通安排方面，港鐵於當晚6時至10時半加密班次，其中荃灣、觀塘、港島及將軍澳綫將加密至3分鐘一班，而東涌綫香港站至青衣站之間的服務亦會加密至5分鐘一班，另東鐵綫則於當晚8時半至10時，加開5班北行列車。另外，香港電車、山頂纜車及香港島內部分巴士服務亦會因應乘客需求而加密班次行駛。 而所有位於受封路影響範圍之巴士車站及專線小巴站將會暫停使用，有關的車站將暫時設於佐敦匯翔道巴士總站，廣東道中港碼頭外、加連威老道香港科學館對出、中環交易廣場巴士總站及軒尼詩道近灣仔站等地點。
而康樂及文化事務署亦於2月5日籲請市民於欣賞煙花匯演時須注意安全，保持地方清潔，在離開時帶走攜來的物品及報紙。該署將聯同食物環境衞生署及警方的執法隊伍於香港文化中心、尖沙咀海濱花園、市政局百週年紀念花園、星光大道及西九龍海濱長廊加強巡邏，對亂拋垃圾、非法擺賣及蓄意破壞公物等違例者採取執法行動，並於有關場地懸掛宣傳橫額及作出廣播，呼籲市民注意安全及保持地方清潔，亦會加派清潔工人及保安員在場工作。而來自社區的青少年義工亦身體力行，會於煙花匯演前在香港文化中心向市民宣揚保持環境清潔的信息，並於匯演後協助清理場地。康文署發言人指出，亂拋垃圾者可被定額罰款1,500港元。他亦提醒市民，尖沙咀海旁及西九龍海濱長廊人多擠迫，前往該處的市民要小心忍讓，注意安全。另香港大會堂行人走廊將於煙花匯演當日晚上6時開始封閉，大會堂高座將全日關閉，而低座則如常開放。
另一方面，香港自1月24日持續受內地冷空氣及一道廣闊覆蓋雲帶影響，天文台須連續多天發出寒冷天氣警告，期間更不時下雨使氣溫下降，且預測寒冷天氣持續至農曆新年假期。然而，香港於年初一起部分時間有陽光且變得乾燥， 使氣溫稍為回升，估計年初二天色明朗，煙花匯演將可如期舉行。

## 觀眾的迴響
由於舉行當晚，香港受東北季候風影響，入夜後的氣溫只有攝氏12度左右，室外更不時吹起陣陣寒風，但煙花期間沒有下雨，且雲層超過1000公尺，港內能見度亦達五公里，故未有影響煙花發放，市民可清楚觀賞煙花。警方估計海港兩岸約有37萬人觀賞，較2007年煙花匯演為多。其中尖沙咀海傍於晚上7時前已擠滿人群，警方需封閉香港文化中心、星光大道及尖東海傍不再讓市民進入。但到場觀看煙花的市民卻有增無減，梳士巴利道的行車道也被人群擠滿。至於香港島，大部份觀賞者均到金紫荊廣場欣賞，亦有市民到中環新天星碼頭觀看。由於煙花匯演舉行期間天氣寒冷，不少觀賞煙花的市民均穿厚大衣或皮衣等禦寒衣物。
從下午2時開始，不少市民及遊客已到尖沙咀海旁等地方等候，希望佔據最有利的位置欣賞煙花，亦有攝影發燒友帶齊器材到場。由於其時距離匯演開始尚有一段時間，部分人帶來了食物、椅子、撲克牌及遊戲機以消磨時間，而攝影愛好者則作事前預備工作，並佔據著有利位置，冀能將煙花最絢麗燦爛的一刻留住，但因下午天空較灰且略有霞氣，擔心影響攝影效果。另由於天氣寒冷，部份市民先到便利店購買小食充飢禦寒，使該等店舖在傍晚時段的營業額有所增加。
煙花匯演於晚上8時正式開始，雖然日間能見度不高，但晚間維港上空煙霞迅即消散，市民均能清晰觀賞。首幕的金元寶及五光十色的菊花在耳熟能詳的歌曲《財神到》伴隨下乍現眼前，觀眾「嘩」聲四起，市民紛紛舉起相機及手提電話拍攝眼前美景，附近食肆職員亦暫停手頭工作，站在一旁欣賞。不少市民均期望2008年的香港股市、樓市及經濟，皆有如連珠炮發的煙花般，一飛沖天、火爆非常。
其後的第2幕以「花開富貴」為主題，大麗花、彩色牡丹、紫色花雨等紛紛百花齊放、爭妍鬥麗，有大地回春之意。而第3幕寓意恭喜發財的「8」字形煙花在夜空連環綻放叫人心醉，獲觀眾報以熱烈掌聲及歡呼聲，市民都顯得雀躍，高呼「8（發）呀、8（發）呀」。煙花彈在上空爆過不停，地上的鎂光燈也閃過不停，互相輝映。而第4幕的「銀風鈴」煙花營造出浪漫飄雪效果，令維港上空洋溢著一片幸福溫馨，現場氣氛頓時變得柔和。
煙花匯演的高潮一浪接一浪，其後第5-7幕以奧運為題的煙花，更將現場氣氛推上高潮。第5幕的煙花以「奧運北京」作主題，紅彤彤的「北京」字樣煙花在香港綻放，可謂別具意思；與此同時，「2008」造型的煙花，亦銳不可當地爭上半天，不少圍觀市民見到「北京」及「2008」字樣的煙花後，發出「嘩！」、「嘩！」等驚嘆之聲，亦有小朋友躍躍欲試，意圖伸手觸摸跌下來的「北京」煙花。文化中心外牆更運用鐳射燈光，打出多個火柴人公仔正在做划艇、射箭等不同運動的姿態，以呼應奧運主題。而第7幕的煙花則以奧運馬術作主題，多組的璀璨金色條狀煙花不斷閃爍而過，在天空中形成「馬尾」，猶如萬馬在綠茵場上躍動時的姿態，配合宛如躍馬奔騰的響聲煙花，帶動了現場欣賞煙花的熱烈氣氛。
然而由於風向關係，部份現場觀眾看不清楚「北京」及「2008」等特別造型煙花，令不少市民略為失望。而「2008」字樣煙花散開時，從九龍看過去卻變了「8002」，甚至有人則把「2」看成是「Z」。雖然電視台攝影師即使成功拍下了「北京」二字，但由於煙花一閃即逝，加上字樣鬆散凌亂，故亦有家庭觀眾指未能看到電視上的「北京」兩字，只能隱約看到「2008」字樣。至於類似「馬尾」的圖案，亦有現場觀眾誤以為是「垂柳」。有部份市民事前並不清楚是次煙花匯演有北京奧運及馬術比賽之元素，更有現場觀眾稱要到第6幕透過廣播系統播出《We Are Ready》時，才知道煙花以北京奧運作主題。
及至最後一幕「歌唱祖國」煙花表演時，紅色五角星的煙花排山倒海式連珠爆發，形成熱烈氣氛。但現場煙花曾一度戛然而止，不少市民誤以為表演結束而掃興之際，音樂突然再次響起，其後數以千計煙花彈在最後半分鐘同時瘋狂爆發，將整個維港夜空照耀成一片紅海且恍如白晝。最後煙花匯演在八色大型煙花，再伴著雄壯的歌曲聲中畫上完美句號。匯演結束一刻，在場觀眾興奮地拍掌歡呼，也有人繼續凝望上空，希望匯演仍未結束。
不少現場觀眾對於是年精彩獨特的煙花匯演讚口不絕，且加上天公造美感到滿意，而天色明朗更可突顯在夜幕低垂下煙花，認為這可代表香港於2008年會更美好。他們不約而同表示匯演十分震撼，煙花近得像可伸手捉住，並認為是年煙花匯演十分好看，感到時間太快太短，仍未足夠，而第四幕的銀風鈴形狀煙花亦令人內心十分震撼，故即使高清電視頻道會直播煙花匯演，但仍會到現場觀賞。而行政長官曾蔭權在灣仔會展中心為匯演主持亮燈儀式後，聯同夫人鮑笑薇、外交部駐港特派員呂新華及一眾嘉賓一同欣賞煙花，由於曾蔭權愛好攝影，故早已帶備私用專業相機並不時拍照，以留住獨特奇麗的煙花效果。不少在場嘉賓均笑說曾蔭權顯得十分投入，連拍照裝備也是專業用品，
而他的舉動也被多家傳媒所拍下。
另一方面，不少旅港遊客在得知有煙花匯演後，亦前來到場觀看。有歐洲遊客對煙花匯演感到非常美妙及精彩，最後一幕的煙花十分震撼，而以數字及汉字的造型煙花也非常特別，感到香港農曆新年氣氛喜氣洋洋。而來自新加坡的旅客認為香港的煙花很特別，有不少特色圖案，且亦有來自北京的旅客認為維港海邊可看見大樓的倒影，加上海港兩岸也看得清楚煙花的盛況，認為在維多利亞港舉行是最好不過。

## 煙花匯演所帶來的商業活動
一如往年，煙花匯演亦帶旺了不少與其有關的商業活動。有商場為增加商舖零售收入，以開放停車場供人觀看煙花作招徠。另一方面，不少食肆、酒店、海上遊覽船以至郵輪等均推出與煙花匯演的商業活動以增加營業額。
在尖沙咀一家大型商場，顧客需於指定日期購物滿港幣800元並捐款20元予心晴行動慈善基金，便可換取入場券乙張，憑券可於煙花匯演舉行當晚到露天停車場欣賞煙花匯演。
而在酒店方面，由於2007年香港經濟暢旺，港九兩岸絕大部份酒店之海景客房及套房均於匯演舉行前兩周被訂滿；至於食肆方面，大部份能觀看煙花海景的食肆於年初二晚的訂位在匯演舉行前個多星期訂滿。至於一些酒店旗下的食肆，有業者推出「盆菜宴」以作招徠，亦有西餐廳以托斯卡納豬肉、三文鱒魚或藍鰭吞拿魚作菜式。而即使酒店內的食肆座位沒有海景，酒店方面亦會安排顧客到露天可觀看海景的地方欣賞煙花。尖沙咀有中式餐廳表示，年初二的訂位早於1月初時己滿，當晚單日營業額達60萬元，較2007年同期增20%。當晚更有8位上海富豪，花了20萬開啟兩枝82年法國紅酒，每枝價值68,888元，另點選金勾翅、10頭吉品鮑、燕窩等。
海上遊覽船方面，由於香港經濟持續暢旺，本年度的海上煙花旅行團的價格亦有所上調。按香港旅遊發展局的資料，其中六家有提供服務的旅行社，其每人團費為港幣188元至720元。有業者稱該公司煙花團報團及包團情況同樣踴躍，市民都希望近距離觀賞以北京奧運為主題的煙花匯演，不少公司以至教會包船看煙花，暫時已安排了30多艘船出海，但煙花團的價格保持穩定，平均加幅約為5-10%，亦有租船公司表示在1月中已接獲十多個包船賞煙花的定單，但他們已應接不暇，須將35%的定單轉交予同業處理。 至於郵輪方面，有郵輪在匯演舉行期間停泊在海運大廈供顧客觀賞煙花並提供一晚住宿，收費為每位989至3839港元不等。

## 媒體播放
為配合高清數碼電視的啟用，無綫電視及亞洲電視除於原有模擬制式頻道（翡翠台及本港台）作現場直播外，兩家電視台亦會於旗下的高清頻道同步直播有關節目，其中亞洲電視更是首次如此直播大型節目。而香港電台第四台亦會一如以往，在煙花匯演舉行期間播出配樂，以供現場觀眾加強視聽效果。另外，多家香港境外電子傳媒亦會為是次煙花匯演作現場直播或錄影轉播。以下是有關電視節目的播映資料：
| 頻道                                       | 首播日期及時間 (HKT)     | 主持                  | 收視／收看人數   | 備註 |
| ------------------------------------------ | ------------------------ | --------------------- | ---------------- | ---- |
| 香港無綫電視： 翡翠台及高清翡翠台          | 2008年2月8日 19:57-20:25 | 丘凱敏、呂慧儀 胡諾言 | 21點 1,361,220人 |      |
| 亞洲電視： 本港台及高清頻道                | 2008年2月8日 19:58-20:24 | 袁文傑、珈 潁         | 2點 129,640人    |      |
| 香港有線電視： 直播新聞台及 有線衛視新知台 | 2008年2月8日 19:59-20:24 | 戴澴雨（新知台）      |                  |      |
| now新聞台                                  | 2008年2月8日 19:59-20:24 |                       |                  |      |